# Dawson (Ontario)
Dawson to gmina (ang. township) w Kanadzie, w prowincji Ontario, w dystrykcie Rainy River.
Powierzchnia Dawson to 338,32 km².
Według danych spisu powszechnego z roku 2001 Dawson liczy 613 mieszkańców (1,81 os./km²).